# 545 Messalina
Az 545 Messalina egy a Naprendszer kisbolygói közül, amit Paul Götz fedezett fel 1904. október 3-án.